# フランソワ・デュペイロン
フランソワ・デュペイロン（François Dupeyron、1950年8月14日 - 2016年2月25日）は、フランスの映画監督・脚本家。

## 来歴
IDHECを卒業後、20代のときから短編映画の製作を始める。1978年の短編映画『L'ornière』でセザール賞初候補、1984年の短編ドキュメンタリー『La nuit du hibou』では同賞の受賞も果たすなど、ドキュメンタリー作家として頭角を現す。
1988年、カトリーヌ・ドヌーヴとジェラール・ドパルデューの二大スターを主演に迎え、『夜のめぐりあい』で長編映画監督デビュー。この作品でセザール賞の第一回監督作品賞の候補となる。同年に撮った短編映画で2度目のセザール賞も受賞している。
1999年の『うつくしい人生』ではサン・セバスチャン国際映画祭のコンペティション部門最高賞にあたるゴールデン・シェルを受賞。同映画祭ではこれ以後も『Inguélézi』『魂を治す男』の2作品を出品している。
2001年の『将校たちの部屋』で初めてカンヌ国際映画祭のコンペディションに選出。この作品はフランス国内で70万人を動員し、デュペイロン最大の興行的ヒット作となった。セザール賞でも作品賞・監督賞の候補を受け、名実ともに代表作となっている。全8部門の候補の内、助演女優賞と撮影賞の2部門にて受賞した。
第60回ヴェネツィア国際映画祭でプレミア上映された2003年の『イブラヒムおじさんとコーランの花たち』は、往年の名優オマー・シャリフを主演に迎え世界20ヶ国以上で劇場公開、シャリフはこの作品でセザール賞を受賞し、アメリカのゴールデン・グローブ賞やスペインのゴヤ賞とフランス国外の映画賞でも候補となった。
2008年の『がんばればいいこともある』は東京国際映画祭のコンペティション部門に出品し芸術貢献賞を受賞、2013年には遺作となる『魂を治す男』を発表し、同映画祭で上映された際のQ&Aでは「この作品で引退する」と述べていた。
2016年、長年の闘病生活の末、死去。享年65。

## 監督作品

### 長編
- 夜のめぐりあい Drôle d'endroit pour une rencontre (1988)
- Un cœur qui bat (1991)
- ザ・マシーン 私のなかの殺人者 La machine (1994)
- うつくしい人生 C'est quoi la vie ? (1999)
- 将校たちの部屋  La Chambre des officiers (2001)
- イブラヒムおじさんとコーランの花たち Monsieur Ibrahim et les fleurs du Coran (2003)
- Inguélézi (2004)
- がんばればいいこともある  Aide-toi, le ciel t'aidera (2008)
- Trésor (2009) クロード・ベリとの共同監督[8]
- 魂を治す男 Mon âme par toi guérie (2013)

### 短編
- La télédiction, un nouveau regard sur la terre (1977) ドキュメンタリー
- L'ornière (1978)
- La dragonne (1982)
- On est toujours trop bonne (1982)
- La nuit du hibou (1984) ドキュメンタリー
- Oasis sous la mer (1985) ドキュメンタリー
- Lamento (1988)

## 舞台演出
- 1974：レイ・ブラッドベリ原作：《歩く人》Le Piéton 《草原》La Savane ＊1幕劇の2本立て
- 1976：イヴ・ユルテ作：《夜、道化師たち》La Nuit, les clowns (オデオン座公演)
- 1977：ベルトルト・ブレヒト作：《都会のジャングル》Dans la jungle des villes (シャイヨ宮国立劇場)
- 2009：音楽劇《レクリンでの会話》Conversations à Rechlin (台本も) (ジュネーヴ大劇場製作) DVD